# Poletne olimpijske igre 1992
Poletne olimpijske igre 1992 (uradno XXV. olimpijada moderne dobe) so bile poletne olimpijske igre, ki so potekale leta 1992 v Barceloni v Španiji. Druge gostiteljske kandidatke so bile: Amsterdam, Nizozemska; Beograd, Srbija, Jugoslavija; Birmingham, Združeno kraljestvo; Brisbane, Avstralija in Pariz, Francija.